# Hemiteles rubropleuralis
Hemiteles rubropleuralis är en stekelart som beskrevs av Kiss 1929. Hemiteles rubropleuralis ingår i släktet Hemiteles och familjen brokparasitsteklar. Inga underarter finns listade i Catalogue of Life.